# Tånglöss
Tånglöss (Valvifera) är en underordning till ordningen gråsuggor och tånglöss. Det finns cirka 10 arter i svenska vatten.

## Kännetecken
Tånglöss blir oftast ett par centimeter långa, men vissa arter, till exempel ishavsgråsuggan kan bli upp till 7 centimeter. Färgen och teckningen kan vara väldigt variabel beroende på var de lever och vilken färg som är lämplig för kamouflage. Även inom samma art kan färgvariationen vara betydande.

## Levnadssätt
Tånglössen är marina kräftdjur men många arter har anpassat sig till Östersjöns brackvatten och de har även hittats i några insjöar. Många arter lever i tång på grunt vatten och kan bli mycket talrika. De är en viktig föda för många fiskar, till exempel abborre och tånglake. Tånglössen lever oftast på olika slags alger, men de kan även äta as. Vid parningen klamrar sig hanen fast ovanpå honan och väntar på att hon ska ömsa skal. Parningen sker efter skalömsningen. De cirka 100 äggen bärs i en påse på magen och kläcks efter cirka 3 veckor.